# Romblonella
Romblonella is een geslacht van mieren uit de onderfamilie van de Myrmicinae (Knoopmieren).

## Soorten
- R. elysii (Mann, 1919)
- R. heatwolei Taylor, 1991
- R. liogaster (Santschi, 1928)
- R. opaca (Smith, F., 1861)
- R. palauensis Smith, M.R., 1953
- R. scrobifera (Emery, 1897)
- R. townesi Smith, M.R., 1953
- R. yapensis Smith, M.R., 1953